# Domenico Bosi
Domenico Bosi (Castel Bolognese, 28 marzo 1921 – Castel Bolognese, 2 maggio 2021) è stato un allenatore di calcio e calciatore italiano, di ruolo centrocampista.

## Carriera

### Giocatore
Inizia la carriera nei dilettanti del Castel Bolognese dove gioca fino al 1939; si trasferisce poi all'Imolese dove gioca due campionati consecutivi fino al 1941 vincendo un campionato di Prima Divisione e giocando per un anno in Serie C. Nell'estate del 1941 viene ceduto in prestito al Forlì, con cui nella stagione 1941-1942 chiude al secondo posto in classifica il campionato di Serie C. Rimane con i biancorossi anche nella stagione successiva, sempre nel campionato di terza serie, che la sua squadra vince non venendo però promossa in Serie B a causa dell'interruzione dei campionati dovuta alla Seconda guerra mondiale. Nel dopoguerra una stagione a Ravenna in Serie C, due nel Baracca Lugo, poi gioca nel Verona, con la cui maglia nella stagione 1949-1950 gioca 19 partite senza segnare nel campionato di Serie B; viene riconfermato in squadra anche per la stagione 1950-1951, sempre nella serie cadetta, categoria in cui gioca altre 27 partite senza mai segnare. A fine anno lascia la squadra per accasarsi al Siracusa, con la cui maglia disputa 4 partite di Serie B nella stagione 1951-1952.
In carriera ha giocato complessivamente 52 partite in Serie B.

### Allenatore
Allena la Sarom Ravenna inizialmente in Promozione ed in IV Serie (in cui da neopromosso conquista un secondo posto in classifica) ed alcuni anni più tardi anche in Serie C, nella stagione 1957-1958, chiudendo il campionato al terzo posto in classifica; successivamente nella stagione 1959-1960 ha allenato la Reggina nel campionato di Serie C; a stagione in corso è stato sostituito in panchina da Cesare Migliorini, sotto la cui guida la squadra ha chiuso il campionato di terza serie al quindicesimo posto in classifica. Torna poi alla Sarom Ravenna, sempre in Serie C, dove rimane sia nella stagione 1960-1961 che nella stagione 1961-1962, chiuse rispettivamente con un ottavo ed un quinto posto in classifica. Nella stagione 1962-1963 guida la squadra ravennate ad inizio anno ma a stagione in corso viene sostituito in panchina da Giorgio Visconti.
Nella stagione 1964-1965 ha invece allenato il Perugia in Serie C in coppia con Zeffiro Furiassi, chiudendo al quarto posto in classifica il girone B; dopo un'altra stagione in terza serie sulla panchina della Torres, nella stagione 1966-1967 è subentrato a campionato in corso a Gilberto Alvoni sulla panchina del Rimini, con cui ha ottenuto un piazzamento a metà classifica in Serie C. In seguito ai buoni risultati conseguiti viene riconfermato alla guida della squadra romagnola anche per la stagione 1967-1968, durante la quale viene però esonerato a campionato in corso in favore di Hugo Lamanna.
Successivamente ha anche allenato in Interregionale il Cattolica nella stagione 1985-1986, che si è conclusa con la retrocessione della squadra nel successivo campionato di Promozione.

## Palmarès

### Giocatore

#### Competizioni regionali
- Prima Divisione: 1

Imolese: 1939-1940

#### Competizioni nazionali
- Serie C: 1

Forlì: 1942-1943

### Allenatore

#### Competizioni regionali
- Promozione: 1

Sarom Ravenna: 1954-1955